# 프레드 머클
칼 프레더릭 루돌프 머클(Carl Frederick Rudolf Merkle) 또는 프레더릭 찰스 머클(Frederick Charles Merkle, 1888년 12월 20일~1956년 3월 2일)은 "본헤드"(Bonehead)라는 별명으로 알려진 미국의 프로 야구 선수이다. 1907년부터 1926년까지 메이저 리그 베이스볼(MLB)의 뉴욕 자이언츠, 브루클린 로빈스, 시카고 컵스, 뉴욕 양키스에서 1루수로 뛰었다. 신인 시절에 있었던 베이스러닝 실수와 관한 논란(Merkle's Boner)으로 유명했다.